# 광주과학기술원
광주과학기술원(光州科學技術院, Gwangju Institute of Science and Technology)는 1993년 대한민국의 정부출연 연구중심 대학원 및 대학이다. 약칭은 GIST 또는 지스트이다.
대한민국 과학기술정보통신부 산하 기타공공기관으로, 1993년에 설립되어 1995년에 첫 석사과정이 시작되었으며, 2010년부터 학사과정을 운영 중이다. 광주광역시 북구 오룡동에 위치하고 있다.
2015년 영국 글로벌 대학평가 기관인 QS가 실시한 세계대학평가에서 지스트는 '교수 1인당 SCI급 논문 피인용지수(Citations per faculty)' 부문에서 세계 2위(영국 QS 대학평가 2015/16), 2014년 처음 평가 대상이 된 THE(Times Higher Education) 세계대학평가에서는 '공학, 기술' 분야 대한민국 4위, 세계 96위에 오르게 되었다.

## 연혁
- 1995년 3월 9일: 개원식
- 2004년 3월 26일: 원명 GIST(Gwangju Institute of Science and Technology)로 변경
- 2010년 2월 26일: 원장을 총장으로 변경[3]

### 총장(1대 ~ 현재)
- 제1대 총장 하두봉 1993년 10월 1일 ~ 1997년 10월 10일
- 제2대 총장 김효근 1998년 1월 22일 ~ 2002년 1월 21일
- 제3대 총장 나정웅 1993년 2월 16일 ~ 2006년 2월 15일
- 제4대 총장 허성관 2006년 2월 16일 ~ 2007년 7월 31일
- 제5대 총장 선우중호 2008년 6월 4일 ~ 2012년 6월 1일
- 제6대 총장 김영준 2012년 6월 4일 ~ 2014년 10월 13일
- 제7대 총장 문승현 2015년 2월 25일 ~ 2019년 2월 22일
- 제8대 총장 김기선 2019년 3월 6일 ~ 2023년 2월 24일
- 제9대 총장 임기철 2023년 ~

## 같이 보기
- 한국과학기술원
- 대구경북과학기술원
- 울산과학기술원
- 광주과학고등학교
- 포항공과대학교

## 참고 자료
- 광주과학기술원 - 알리오(공공기관 경영정보 공개시스템)